# Кегичівський район
Кеги́чівський райо́н — колишній район у південно-західній частині Харківської області.

## Географія
Межує на півночі із Нововодолазьким, на півдні із Зачепилівським, на сході із Первомайським та Сахновщинським, на заході із Красноградськими районами Харківської області.
Кегичівським районом протікають 6 річок. Найбільша з них річка Оріль має 320 км загальної довжини. Район розташований у степовій зоні, клімат помірно континентальний, середньорічна кількість опадів 500 мм. Мається 71 водоймище (ставки), що займають площу 587 га.
Із корисних копалин район відомий розробкою та промисловим добуванням природного газу. За останні роки відкрито нове Кобзівське родовище. Діє підземне сховище газу.

## Історія
Район утворено після встановлення радянської окупації, а саме у 1923 році.
Район суттєво постраждав під час Голодомору 1932—1933 років.
Німецько-радянська війна стала суворим випробуванням для Кегичівщини. 7 жовтня 1941 року німці окупували весь район. Майже два роки район перебував під владою німецьких військ.
У роки Другої світової війни на території району діяло кілька радянських диверсійних груп.
У травні 1942 року Кегичівка була зайнята радянськими військами, проте потім знову повернулась під німецький контроль. Остаточне повернення радянських військ відбулося 17 вересня 1943 року.
Під час боїв за район загинуло близько 4500 бійців 31-ї, 233-ї та 184-ї стрілецьких дивізій, 3-ї танкової армії під командуванням маршала П. Рибалка.
За час війни матеріальні втрати району були дуже значними. Було зруйновано цукрозавод, машинно-тракторну станцію, цегельний завод, два радгоспи, всі залізничні станції, мости та колію залізниці, телефонну мережу, 14 шкіл, 5 лікарень, 12 колгоспних клуби, тваринницькі ферми, вивезені десятки тисяч голів худоби та птиці. Загальна сума збитків склала понад 476 мільйонів карбованців.
На фронтах війни загинули 853 осіб, померли від ран у госпіталях — 211 ос., у концтаборах — 24 ос., зникли безвісти — 1475 ос.
У 1991 році населення району на референдумі проголосувати за незалежність України.

## Адміністративний устрій
Район адміністративно-територіально поділяється 2 селищні ради та 14 сільських рад, які об'єднують 40 населених пунктів та підпорядковані Кегичівській районній раді.

## Політика
25 травня 2014 року відбулися Президентські вибори України. У межах Кегичівського району були створені 22 виборчі дільниці. Явка на виборах складала — 52,91 % (проголосували 8 647 із 16 343 виборців). Найбільшу кількість голосів отримав Петро Порошенко — 40,77 % (3 525 виборців); Михайло Добкін — 16,25 % (1 405 виборців), Юлія Тимошенко — 10,47 % (905 виборців), Сергій Тігіпко — 7,64 % (661 виборців), Олег Ляшко — 7,42 % (642 виборців), Анатолій Гриценко — 5,13 % (444 виборців). Решта кандидатів набрали меншу кількість голосів. Кількість недійсних або зіпсованих бюлетенів — 1,86 %.

## Економіка
Кегичівський район є споконвічним хліборобським краєм, і ця галузь займає головне місце в економіці району.
Після аграрної реформи 1999 року в районі діє 50 сільськогосподарських підприємств різних організаційно-правових форм господарювання, у тому числі 35 селянських (фермерських) господарств.
Спеціалізується галузь на виробництві зернових та технічних культур, м'яса, молока і яєць.
В історії цієї галузі району найвищими показниками було виробництво 120 тис.тонн цукрових буряків, 102 тис.тонн зернових, 15 тис.тонн соняшника. По рейтингових показниках, серед інших районів області, Кегичівщина займає 3-5 місця.
В обробітку аграрних підприємств знаходиться 61085 га ріллі, у тому числі в сільгосппідприємств та фермерських господарств — 48754 га та у населення — 12331 га.
Структура посівних площ складається у 2005 році таким чином:
- зернові — 29 тис.га, (у тому числі озима пшениця 13 тис.га);
- кукурудза на зерно — 2,9 тис.га;
- цукрові буряки — 3,0 тис.га;
- соняшник — 9,0 тис.га;
- кормові культури — 8,0 тис.га;
- однорічні трави — 2,4 тис.га;
- багаторічні трави — 2,1 тис.га;
- овочево-баштанні-картопля — 2,3 тис.га.

Тваринницька галузь сільгосппідприємств налічує 9,5 тис. голів великої рогатої худоби, а також 3,6 тис. голів птиці.
Із найвідоміших сільгоспвиробників у районі діє агрофірма «Сади України», яка спеціалізується на виробництві насіння зернових культур, соняшника, кукурудзи. Її продукція знана не тільки в Україні, а й у багатьох країнах світу.
Господарства району зберегли і відтворюють машинно-тракторний парк. Мають 654 трактори, 134 зернозбиральних та 120 спеціальних комбайнів, причіпний та навісний інвентар.
В цілому виробництво валової продукції галузі (в порівняних цінах 2000 р.) становило за 2002 рік 107 млн грн., за 2003 рік — 79,4, за 2004 рік — 106,4, прогнозно у 2005 році очікується до 140 млн грн. Середньомісячна заробітна плата працюючих у 2004 році — 564 грн.
Промисловість району представляють 2 переробних підприємства: ВАТ «Цукрове» (завод з переробки цукрових буряків, до 300—350 тонн за сезон цукроваріння) та ЗАТ «Кегичівський молочний завод» (із заготівлею на переробку 8,5-9 тис. тонн молока).
У районі значна увага приділяється будівництву та реконструкції об'єктів соцкультпобуту та виробничої сфери.
Район на 72 % газифіковано, у тому числі селища на 97 %, села на 55 %. Ця робота триває і в даний час. З 1999 року введено в експлуатацію 150 будинків садибного типу площею 12,6 тис. м², 2 двоповерхових будинки — 2 тис. м². Відкрито 10 приватних магазинів (новозбудованих), 5 кафе. Новобудовами став дитячий садок на 50 місць у с. Комунарка, аптека у смт. Кегичівка, 4 відділення банків.
Діють введені за минуле десятиріччя два цехи з обробці та підготовці насіння сільгоспкультур — цукрових буряків (ВАТ «Насінневе»), соняшника, кукурудзи, зернових (Агрофірма «Сади України»).

## Населення
Розподіл населення за віком та статтю (2001):
| Стать | Всього | До 15 років | 15-24 | 25-44 | 45-64 | 65-85 | Понад 85 |
| --- | ------ | ----------- | ----- | ----- | ----- | ----- | -------- |
| Чоловіки | 10 929 | 2329        | 1550  | 3372  | 2535  | 1104  | 39       |
| Жінки | 12 528 | 2316        | 1456  | 3294  | 3041  | 2184  | 237      |
| \| Статево-вікова піраміда \| Статево-вікова піраміда \| Статево-вікова піраміда \| \| ----------------------- \| ----------------------- \| ----------------------- \| \| Чоловіки \| Вік \| Жінки \| \| 39 \| 85 + \| 237 \| \| 69 \| 80-84 \| 286 \| \| 236 \| 75-79 \| 620 \| \| 396 \| 70-74 \| 720 \| \| 403 \| 65-69 \| 558 \| \| 747 \| 60-64 \| 1081 \| \| 396 \| 55-59 \| 472 \| \| 652 \| 50-54 \| 734 \| \| 740 \| 45-49 \| 754 \| \| 805 \| 40-44 \| 796 \| \| 825 \| 35-39 \| 804 \| \| 868 \| 30-34 \| 796 \| \| 874 \| 25-29 \| 898 \| \| 762 \| 20-24 \| 786 \| \| 788 \| 15-20 \| 670 \| \| 931 \| 10-14 \| 927 \| \| 813 \| 5-9 \| 805 \| \| 585 \| 0-4 \| 584 \| |        |             |       |       |       |       |          |
| Статево-вікова піраміда |        |             |       |       |       |       |          |
| Чоловіки | Вік    | Жінки       |       |       |       |       |          |
| 39 | 85 +   | 237         |       |       |       |       |          |
| 69 | 80-84  | 286         |       |       |       |       |          |
| 236 | 75-79  | 620         |       |       |       |       |          |
| 396 | 70-74  | 720         |       |       |       |       |          |
| 403 | 65-69  | 558         |       |       |       |       |          |
| 747 | 60-64  | 1081        |       |       |       |       |          |
| 396 | 55-59  | 472         |       |       |       |       |          |
| 652 | 50-54  | 734         |       |       |       |       |          |
| 740 | 45-49  | 754         |       |       |       |       |          |
| 805 | 40-44  | 796         |       |       |       |       |          |
| 825 | 35-39  | 804         |       |       |       |       |          |
| 868 | 30-34  | 796         |       |       |       |       |          |
| 874 | 25-29  | 898         |       |       |       |       |          |
| 762 | 20-24  | 786         |       |       |       |       |          |
| 788 | 15-20  | 670         |       |       |       |       |          |
| 931 | 10-14  | 927         |       |       |       |       |          |
| 813 | 5-9    | 805         |       |       |       |       |          |
| 585 | 0-4    | 584         |       |       |       |       |          |

Національний склад населення (станом на 1 січня 2001 року)
Національність Кількість
- українці 89,3 %
- росіяни 6,4 %
- білоруси 1,4 %
- молдовани 1,7 %
- турки 1,3 %

Населення району зараз становить 21 тис. осіб.(2016 рік) Пенсіонерів в районі 6495 ос., (27,6 % від загальної чисельності населення). Щільність населення в Кегичівському районі становить 33 особи на 1 км².
На території Кегичівського району розташовані 40 населених пунктів, у тому числі 2 селища міського типу (в них проживає 10 тис. ос.) та 38 сіл з населенням 13,5 тис. осіб. Чоловіків від загальної чисельності населення 46,8 %, жінок — 53,2 %.
Нині у районі функціонують 2 селищні та 14 сільських рад.
В районі зареєстровано 4 релігійних громади Української Православної церкви: Георгія-Побєдоносця, Свято-Покровська, Свято-Вознесенська, Святителя Миколая Харківської Епархії.
У районі також проживають п'ятидесятники, адвентисти Сьомого дня, баптисти, Свідки Ієгови, але вони не являють собою організованих груп.

## Охорона здоров'я
Галузь охорони здоров'я району має розгалужену сітку, яка включає до себе:
- центральну районну лікарню на 110 ліжок (40 — терапевтичних, 25 — хірургічних, 10 — породільних, 15 — гінекологічних, 20 — дитячих);
- лікарню в смт. Слобожанське на 15 терапевтичних ліжок. Всього по району 125 лікарняних ліжок, або 54,3 ліжка на 10 тис.населення, що відповідає вимогам управління охорони здоров'я.

Розпочато упровадження сімейної медицини. Діють 4 амбулаторії із денним стаціонаром на 20 ліжок. Медичну допомогу надають 19 фельдшерсько-акушерських та фельдшерських пунктів.
Амбулаторно-поліклінічна служба забезпечується районною поліклінікою на 171 відвідування у зміну по 19 спеціальностям. За 2004 рік всього відвідувань 218 тис., у тому числі в районній поліклініці — 162 тис.
Всі ФАПи та амбулаторії знаходяться у задовільному стані, згідно з нормативами забезпечені автотранспортом, необхідним обладнанням, мають опалення (12 ФАПів та 3 амбулаторії газифіковано, повністю забезпечені кадрами).
Всього по району штатних посад галузі — 375, лікарів — 57 (зайнято 54), середніх медпрацівників — 163 (зайнято 162). Атестовано 84 % лікарів.
Народжуваність за 2004 рік склала 11,4, що вище обласного показника (9,62) — в районі народилося 262 дитини.
Смертність у 2004 році склала 17,6, померло 406 осіб.
Дитяча смертність за останні 4 роки зменшилася більш ніж вдвічі — від 9,3 до 3,8 (обласний показник за 2004 рік — 9,62).
Смертність від туберкульозу — 4,2 на 100 тис.жителів (по області — 17,1). Захворюваність на злоякісні пухлини 247,8 на 100 тис. (обласний показник 292,9).
За 2004 рік на фінансування органів охорони здоров'я витрачено 2,6 млн грн., на 2005 рік виділено 3,2 млн грн.

## Освіта
Всього в районі 20 загальноосвітніх навчально-виховних закладів. В них навчається і виховується 3336 учнів, які об'єднані у 200 класів. Середня наповнюваність класів становить 16,7 особи.
В районі:
- ліцей — 1, в ньому навчається 954 учня;
- загальноосвітніх шкіл І-ІІІ ступенів — 8, в них навчається 1709 учнів;
- загальноосвітніх шкіл І-ІІ ступенів — 7, в них навчається 623 учні.

На базі трьох загальноосвітніх шкіл, зокрема, в Крутоярівській, Власівській та Мажарській створено навчально-виховні комплекси «Дошкільний заклад—школа», в яких навчається і виховується 342 дитини шкільного та 58 дітей дошкільного віку.
Загальноосвітніх шкіл 1 ступеня — 4, в них навчається й виховується 50 учнів.
На території району працює 8 дошкільних навчально-виховних закладів, в яких виховується 349 дітей.
З квітня 1999 року функціонує дитячо-юнацька спортивна школа. Всього працює 20 груп, в яких займаються 403 дитини шкільного віку.
З вересня 2002 року в районі створено Будинок дитячої та юнацької творчості, на базі якого працює 38 гуртків, в яких охоплено гуртковою роботою 623 учні.
Якість і ефективність навчально-виховного процесу забезпечують висококваліфіковані педагоги. Всього в загальноосвітніх школах працює 350 педагогічних працівників.
В рамках обласних та районних програм «Комп'ютер у сільські школу» всі навчально-виховні заклади забезпечені комп'ютерними класами та окремими комп'ютерами. Всі 9 закладів освіти І-ІІІ ступенів мають комп'ютерні класи, школи І-ІІ ступенів по одному — два комп'ютери.
Красненська загальноосвітня школа І-ІІІ ступенів підключена і користується послугами мережі Інтернет.
В смт. Кегичівка розташоване ПТУ-60, яке готує фахівців по 6 спеціальностям (тракториста-машиніста, водія автомобілів, слюсаря, електромонтера, кухаря, швачки-кравця, конторського службовця-оператора комп'ютерного набору). Всього тут навчається 307 учнів.

## Культура, спорт
Мережа районних закладів культури складається із двох Будинків культури (районного та ВАТ «Насінневе»), 6-ти сільських Будинків культури, 14-ти сільських клубів, двох шкіл естетичного виховання, центральної районної та дитячих бібліотек, Слобожанської міської бібліотеки та 16 сільських бібліотек-філій. Їх книжковий фонд становить понад 280 тис.примірників, вони обслуговують 14 тис.читачів.
В смт. Слобожанське діє місцевий краєзнавчий музей. Перелік експонатів музею налічує 2130 одиниць збереження, із них 1930 — оригінали. Кожен експонат — жива сторінка минулого Кегичівщини.
Народні митці району були учасниками і переможцями Міжнародного фестивалю виконавців естрадної пісні, IV регіонального фестивалю хорів ветеранів війни та праці «Згадаймо ті роки», Всеукраїнського конкурсу в молодіжному дитячому центрі «Артек», Всеукраїнського конкурсу дитячого малюнка та інших обласних та місцевих заходах.
Із засобів масової інформації у районі діє районна газета «Наш край» (засновники райдержадміністрація, районна рада та колектив газети). Наклад цього щотижневика — 1,8 тис. екз.
На території Кегичівщини впевнено приймаються телеканали «Інтер», «1+1» та «Перший національний».
На території Кегичівського району розташовано 37 пам'яток історії, культури і монументального мистецтва місцевого значення (стела на честь 100-річчя Кегичівки, пам'ятні знаки з нагоди Незалежності України, пам'яті жертв голодомору 1932—1933 рр. та Чорнобильської катастрофи, меморіали та пам'ятники загиблим в роки Великої Вітчизняної війни).
Дев'ять спортивних залів, облаштованих тренажерним обладнанням, 15 футбольних полів, дають можливість молоді займатися фізичною культурою і спортом.
22 % учнівської молоді району займаються в дитячо-юнацьких спортивних школах футболом, волейболом, важкою і легкою атлетикою.
Команди району регулярно беруть участь в обласних та районних змаганнях, до визначних дат й на свята завжди влаштовуються спортивні заходи.
Найкращий спорткомплекс району розташований у смт. Слобожанське. Тут же розпочато будівництво сучасного спортивного залу.

### Пам'ятки
- Пам'ятки археології Кегичівського району
- Пам'ятки історії Кегичівського району